# 1458
سنة 1458 كانت سنة بسيطة تبدأ يوم الأحد (الرابط يظهر نموذج التقويم الكامل للسنة) من التقويم اليولياني.

## أحداث
- تأسيس مدينة إسبو وتقع حاليا في فنلندا.

## مواليد
- إليانور أفيس
- بيري محمد باشا
- سباستيان برانت
- محترمة خاتون إحدى زوجات السلطان العثماني بايزيد الثاني
- ويليام دي كروي
- ياكوبو سانازارو كاتب إيطالي
- يوهان الثاني، دوق كليفه

## وفيات
- الماركيز سانتيانا